# Рамануджа
Рамануджа (1017 – 1137) или Рамануджачаря е дхарма теолог и философ, един от най-видните проповедници на вайшнавизма в Санатана Дхарма. Той е тамилски брахмин от село Шриперумбудур, Тамил Наду. Неговите философски основи на преданоотдеността са влиятелни в движението Бхакти.
Според легендата, Рамануджа не е бил съгласен с гуруто си, Ядава Пракаша, както и с школата Адвайта веданта, поради което поема по пътя на учителите Натхамуни и Ямуначаря. Рамануджа става известен като главния застъпник на подшколата Вишищадваита на Веданта. Той пише много влиятелните текстове, включително върху Бхагавад гита.
Основни интереси: епистемология, метафизика;
Влияние от: Шанкара
Влияние върху: Радхакришнан
Основни трудове: ” Веданта сара”, ”Веданта самграха”, „Веданта дипа“